# Forte de São Vicente de Torres Vedras
O Forte de São Vicente de Torres Vedras localiza-se na cidade e no Município de Torres Vedras, região Oeste e distrito de Lisboa, em Portugal.
Erguido no cimo de um dos mais altos montes que cercam o vale onde se implanta a cidade, integrava as chamadas Linhas de Torres, um conjunto de fossos, trincheiras, traveses e posições de fogo, que remonta à época da Guerra Peninsular.

## História
Iniciado em 1809, este forte constituía-se em um dos principais pontos defensivos das Linhas de Torres, com a função de defesa da estrada que unia Coimbra a Lisboa.
Encontra-se classificado como Imóvel de Interesse Público.

## Características
O forte compreende um conjunto de três redutos, envolvidos por um muro perimetral com cerca de 1.500 metros de extensão. Encontrava-se artilhado com trinta e nove peças e guarnecido por 2.200 homens, podendo comportar até 4.000 homens, em caso de necessidade. Contava ainda com um posto telegráfico. Juntamente com o Castelo de Torres Vedras, então artilhado com onze peças, constituíam os dois redutos da vila, defesa complementada por uma bateria fechada, próxima do Varatojo.